# 斉藤孝 (歴史学者)
斉藤 孝（さいとう たかし、1928年11月2日 - 2011年1月28日 ）は、日本の歴史学者、国際政治学者。学習院大学名誉教授。専門は、国際政治史。社会学博士（東京大学、1967年）。東京生まれ。長男の哲郎は大東文化大学教授。

## 略歴
- 1949年：旧制府立高等学校卒業
- 1953年：東京大学文学部西洋史学科卒業
- 1955年：東京大学大学院社会科学研究科国際関係論専門課程修士課程修了
- 1955年：東京大学教養学部助手
- 1961年：東京大学教養学部講師
- 1963年：東京大学教養学部助教授
- 1967年：東京大学 社会学博士「第二次世界大戦前史の研究」[1]
- 1970年：学習院大学法学部教授
- 1996年：学習院大学を選択定年退職。学習院大学名誉教授。
- 2008年：瑞宝中綬章受章[2]。

## 著書

### 単著
- 『第二次世界大戦前史研究』（東京大学出版会 1965年）
- 『現代世界の史的考察――国際政治と日本』（東京大学出版会 1966年）
- 『スペイン戦争――ファシズムと人民戦線』（中公新書 1966年／中公文庫 1989年）
- 『学術論文の技法』（日本エディタースクール出版部 1977年）
- 『戦間期国際政治史』（岩波書店 1978年／岩波現代文庫 2015年）
- 『歴史学の周辺』（東京大学出版会 1979年）
- 『スペイン・ポルトガル現代史』（山川出版社 1979年）
- 『昭和史学史ノート――歴史学の発想』（小学館 1984年）
- 『歴史と歴史学』（東京大学出版会 1985年）
- 『国際政治の基礎』（有斐閣 1988年）
- 『ヨーロッパの1930年代』（岩波書店 1990年）
- 『歴史の感覚――同時代史的考察』（日本エディタースクール出版部 1990年）
- 『歴史学へのいざない』（新曜社 1993年）
- 『同時代史断片』（彩流社 1998年）

### 編著
- 『国際関係論入門』（有斐閣 1966年）
- 『ヨーロッパ外交史教材――英文資料選』（東京大学出版会 1971年）
- 『国際問題邦語文献目録――理論・歴史・現状』（日本国際問題研究所 1974年）
- 『スペイン内戦の研究』（中央公論社 1979年）
- 『歴史の思想――誰が歴史をつくるのか』（社会評論社 1991年）
- 『20世紀政治史の諸問題』（彩流社 1997年）

### 共編著
- 『思索する歴史家・江口朴郎――人と学問』（青木書店 1991年）

### 訳書
- E・H・カー『両大戦間における国際関係史』（清水弘文堂 1968年）
- S・J・ウルフ編『ヨーロッパのファシズム』（福村出版 1974年）
- エリック・ホブズボーム『革命家たち 同時代論集Ⅰ』 - 松野妙子共訳
  - 『反乱と革命 同時代論集Ⅱ』（未來社 1978-79年）- 木畑洋一共訳
- ジョセフ・フランケル『現代国際理論』（東京大学出版会 1979年）
- アーノ・マイヤー『ウィルソン対レーニン――新外交の政治的起源 1917-1918年』（岩波書店 1983年） - 木畑洋一共訳